# Dreamspace
Dreamspace — третий студийный альбом финской пауэр-метал-группы Stratovarius, вышедший в 1994 году.
Является последним альбомом, на котором Тимо Толкки исполняет вокальные партии, перед приходом в группу Тимо Котипелто, также это первый альбом, на котором партии бас-гитары исполняет Яри Кайнулайнен.
Это один из самых мрачных альбомов Stratovarius с большим количеством текстов о давлении современной жизни на человека, наряду с альбомом 2005 года, показывающим более личную сторону текстов Толкки, связанных с его нервным расстройством из-за неурядиц в группе.
Звук на Dreamspace гораздо выше, чем на двух предыдущих дисках. В дальнейшем это станет отличительной чертой Stratovarius.

## Список композиций
Вся музыка написана Тимо Толкки.
| №                   | Название                | Текст песни         | Длительность |
| ------------------- | ----------------------- | ------------------- | ------------ |
| 1.                  | «Chasing Shadows»       | Толкки              | 4:38         |
| 2.                  | «4th Reich»             | Толкки              | 5:49         |
| 3.                  | «Eyes of the World»     | Толкки              | 5:56         |
| 4.                  | «Hold on to Your Dream» | Толкки, Лассила     | 3:34         |
| 5.                  | «Magic Carpet Ride»     | Толкки              | 4:49         |
| 6.                  | «We Are the Future»     | Толкки              | 5:19         |
| 7.                  | «Tears of Ice»          | Толкки              | 5:15         |
| 8.                  | «Dreamspace»            | Толкки              | 5:57         |
| 9.                  | «Reign of Terror»       | Толкки              | 3:28         |
| 10.                 | «Thin Ice»              | Лассила             | 4:23         |
| 11.                 | «Atlantis»              | (инструментальная)  | 1:07         |
| 12.                 | «Abyss»                 | Толкки              | 4:59         |
| 13.                 | «Shattered»             | Толкки              | 3:29         |
| 14.                 | «Wings of Tomorrow»     | Толкки              | 5:09         |
| Общая длительность: | Общая длительность:     | Общая длительность: | 63:52        |

| №   | Название    | Текст песни | Длительность |
| --- | ----------- | ----------- | ------------ |
| 15. | «Full Moon» | Толкки      | 4:33         |

## Участники записи
- Тимо Толкки — ритм-, соло-гитара и вокал
- Яри Кайнулайнен — бас-гитара
- Антти Иконен — клавишные
- Туомо Лассила — барабаны, перкуссия
- Sami Kuoppamäki — сессионный барабанщик в треках 3, 4, 6, 7, и 13 (участие сессионного барабанщика объясняется болезнью Лассилы)